# Marmorosphax
Marmorosphax — рід сцинкоподібних ящірок родини сцинкових (Scincidae). Представники цього роду є ендеміками Нової Каледонії.

## Види
Рід Marmorosphax нараховує 5 видів:
- Marmorosphax boulinda Sadlier, Smith, Bauer, & Whitaker, 2009
- Marmorosphax kaala Sadlier, Smith, Bauer, & Whitaker, 2009
- Marmorosphax montana Sadlier & Bauer, 2000
- Marmorosphax taom Sadlier, Smith, Bauer, & Whitaker, 2009
- Marmorosphax tricolor (Bavay, 1869)

## Етимологія
Наукова назва роду Marmorosphax походить від сполучення слів дав.-гр. μαρμαρος — мармур і σφαξ — горло.